# Gabinete Tusk III
El Tercer Gabinete de Donald Tusk es el gobierno de coalición de Polonia encabezado por Donald Tusk, quien fue nominado y confirmado oficialmente como Presidente del Consejo de Ministros de Polonia el 11 de diciembre de 2023 por los miembros del Sejm tras el fracaso del Tercer Gabinete de Mateusz Morawiecki en asegurar una votación. de confianza. El 12 de diciembre, Tusk se dirigió al parlamento y anunció los miembros de su gabinete; ese mismo día, el gabinete de Tusk obtuvo con éxito un voto de confianza con 248 de los 460 parlamentarios que votaron afirmativamente. Él y su gabinete prestaron juramento oficialmente ante el presidente Andrzej Duda el 13 de diciembre de 2023.
Tusk anteriormente fue Primer Ministro de Polonia entre 2007 y 2014, Presidente del Consejo Europeo entre 2014 y 2019, y Presidente del Partido Popular Europeo (PPE) de 2019 a 2022. La victoria de la oposición en las elecciones de 2023 y el regreso de Tusk al poder en Polonia fueron recibidos en su mayoría de manera positiva por la comunidad internacional, y múltiples medios de comunicación señalaron la erosión de ciertas estructuras democráticas en Polonia y el empeoramiento de la relación del país con la Unión Europea bajo el anterior gobierno de derecha liderado por Ley y Justicia (PiS).

## Antecedentes

### Elecciones parlamentarias de 2023
El gabinete de Tusk se formó tras la disolución del gobierno interino de Morawiecki establecido originalmente como resultado de las elecciones de 2023, que tuvieron lugar el domingo 15 de octubre de 2023. La Derecha Unida obtuvo la primera minoría de escaños, pero no alcanzó la mayoría del Sejm. La oposición, incluida la Coalición Cívica (KO), Polonia 2050 (P2050), Partido Popular Polaco (PSL) y La Izquierda, consiguió una mayoría en el Senado.
Aunque la Derecha Unida no podía gobernar por sí sola, el presidente polaco Andrzej Duda declaró su intención de volver a nombrar Primer Ministro a Mateusz Morawiecki, debido a la convención existente, aunque no oficial, de encargar gobierno primero al partido ganador. Los cuatro partidos de la oposición criticaron la decisión de Duda como una táctica dilatoria. Posteriormente, los partidos de oposición firmaron un acuerdo de coalición el 10 de noviembre, asumiendo de facto el control del Sejm, y acordaron nominar al ex primer ministro y presidente del Consejo Europeo, Donald Tusk, como su candidato. El nuevo gabinete de Morawiecki, apodado "gobierno de dos semanas" y "gobierno zombi" por los medios debido a su corta duración prevista, prestó juramento el 27 de noviembre de 2023.

### Nominación de Donald Tusk
El 11 de diciembre de 2023, el gobierno Morawiecki III fue derrotado en el Sejm, poniendo fin efectivamente a su mandato.Inmediatamente después de la votación, la coalición de oposición de cuatro partidos nominó a Tusk como primer ministro. Izquierda Unida, aunque forma parte de la coalición La Izquierda y, por lo tanto, tiene derecho a escaños en el gabinete, optó por no ingresar al gobierno debido a que una serie de cuestiones clave quedaron fuera del acuerdo de coalición, pero también prometió apoyar al gobierno de Tusk en los votos de confianza. Posteriormente, la nominación fue confirmada por mayoría absoluta, con el voto a favor de 248 miembros del Sejm. También el 11 de diciembre, el presidente Andrzej Duda aceptó la dimisión de Morawiecki, al tiempo que lo designó primer ministro en funciones de un gobierno provisional hasta la ceremonia de juramento de Tusk, que tuvo lugar el 13 de diciembre de 2023.

### Confirmación del gabinete
El 12 de diciembre de 2023, Tusk se dirigió al parlamento y anunció los miembros de su gabinete. Después de su discurso de dos horas, 254 parlamentarios se inscribieron para hacer preguntas sobre su próximo gobierno. Debido a un incidente antisemita perpetrado por el diputado Grzegorz Braun en el Palacio del Sejm, el voto de confianza se retrasó varias horas. A las 21:53 horas, el gabinete de Tusk obtuvo el voto de confianza con 248 de los 460 diputados que votaron afirmativamente. Él y su gabinete prestaron juramento oficialmente ante el presidente Andrzej Duda el 13 de diciembre de 2023.

## Apoyo parlamentario

### Elección de Donald Tusk como Primer Ministro
| Cámara | Candidato   | Fecha                                                      | Voto | PiS |     |    |    |    |    |   | Total   |
| ------ | ----------- | ---------------------------------------------------------- | ---- | --- | --- | -- | -- | -- | -- | - | ------- |
| Sejm   | Donald Tusk | 11 de diciembre de 2023 Mayoría simple requerida (231/460) | Sí   |     | 157 | 33 | 32 | 26 |    |   | 248/460 |
| Sejm   | Donald Tusk | 11 de diciembre de 2023 Mayoría simple requerida (231/460) | No   | 181 |     |    |    |    | 17 | 3 | 201/460 |
| Sejm   | Donald Tusk | 11 de diciembre de 2023 Mayoría simple requerida (231/460) | Aus. | 9   |     |    |    |    | 1  |   | 10/460  |

### Elección del Consejo de Ministros
| Cámara | Candidato   | Fecha                                                      | Voto | PiS |     |    |    |    |    |   | Total   |
| ------ | ----------- | ---------------------------------------------------------- | ---- | --- | --- | -- | -- | -- | -- | - | ------- |
| Sejm   | Donald Tusk | 12 de diciembre de 2023 Mayoría simple requerida (231/460) | Sí   |     | 157 | 33 | 32 | 26 |    |   | 248/460 |
| Sejm   | Donald Tusk | 12 de diciembre de 2023 Mayoría simple requerida (231/460) | No   | 182 |     |    |    |    | 16 | 3 | 201/460 |
| Sejm   | Donald Tusk | 12 de diciembre de 2023 Mayoría simple requerida (231/460) | Aus. | 8   |     |    |    |    | 2  |   | 10/460  |

### Voto de confianza al Tercer Gabinete de Donald Tusk
| Cámara | Candidato   | Fecha                                                  | Voto | PiS |     |    |    |    |    |   | WR | KKP | Ind. | Total   |
| ------ | ----------- | ------------------------------------------------------ | ---- | --- | --- | -- | -- | -- | -- | - | -- | --- | ---- | ------- |
| Sejm   | Donald Tusk | 11 de junio de 2025 Mayoría simple requerida (231/460) | Sí   |     | 157 | 32 | 32 | 21 |    |   |    |     | 1    | 243/460 |
| Sejm   | Donald Tusk | 11 de junio de 2025 Mayoría simple requerida (231/460) | No   | 182 |     |    |    |    | 16 | 5 | 4  | 3   |      | 210/460 |
| Sejm   | Donald Tusk | 11 de junio de 2025 Mayoría simple requerida (231/460) | Aus. | 7   |     |    |    |    |    |   |    |     |      | 7/460   |

## Gabinete ministerial
Plataforma Cívica     Partido Campesino Polaco     Nueva Izquierda     Polonia 2050     Moderna     Iniciativa Polaca     Independientes

### Presidente del Consejo de Ministros de la República de Polonia
| Fotografía | Presidente  | Período                 | Período     | Partido | Partido |
| Fotografía | Presidente  | Inicio                  | Fin         | Partido | Partido |
| ---------- | ----------- | ----------------------- | ----------- | ------- | ------- |
|            | Donald Tusk | 13 de diciembre de 2023 | En el cargo |         | PO      |

### Vicepresidentes del Consejo de Ministros de la República de Polonia
| Fotografía | Vicepresidentes           | Período                 | Período     | Partido | Partido |
| Fotografía | Vicepresidentes           | Inicio                  | Fin         | Partido | Partido |
| ---------- | ------------------------- | ----------------------- | ----------- | ------- | ------- |
|            | Władysław Kosiniak-Kamysz | 13 de diciembre de 2023 | En el cargo |         |         |
|            | Krzysztof Gawkowski       | 13 de diciembre de 2023 | En el cargo |         |         |
|            | Radosław Sikorski         | 24 de julio de 2025     | En el cargo |         | PO      |

### Ministerios
| Ministerio                                            | Fotografía | Titular                     | Período                  | Período               | Partido | Partido | Ref    |
| Ministerio                                            | Fotografía | Titular                     | Inicio                   | Fin                   | Partido | Partido | Ref    |
| ----------------------------------------------------- | ---------- | --------------------------- | ------------------------ | --------------------- | ------- | ------- | ------ |
| Agricultura y Desarrollo Rural                        |            | Czesław Siekierski          | 13 de diciembre de 2023  | 24 de julio de 2025   |         |         |        |
| Agricultura y Desarrollo Rural                        |            | Stefan Krajewski            | 24 de julio de 2025      | En el cargo           |         |         | [ 19 ] |
| Asuntos de las Personas Mayores (Ministerio disuelto) |            | Marzena Okła-Drewnowicz     | 13 de diciembre de 2023  | 24 de julio de 2025   |         | PO      |        |
| Asuntos de la Unión Europea (Ministerio disuelto)     |            | Adam Szłapka                | 13 de diciembre de 2023  | 24 de julio de 2025   |         |         |        |
| Bienes del Estado                                     |            | Borys Budka                 | 13 de diciembre de 2023  | 13 de mayo de 2024    |         | PO      |        |
| Bienes del Estado                                     |            | Jakub Jaworowski            | 13 de mayo de 2024       | 24 de julio de 2025   |         | Ind     |        |
| Bienes del Estado                                     |            | Wojciech Balczun            | 24 de julio de 2025      | En el cargo           |         | Ind     | [ 20 ] |
| Ciencia y Educación Superior                          |            | Dariusz Wieczorek           | 13 de diciembre de 2023  | 17 de enero de 2025   |         |         |        |
| Ciencia y Educación Superior                          |            | Marcin Kulasek              | 17 de enero de 2025      | En el cargo           |         |         |        |
| Clima y Medio Ambiente                                |            | Paulina Hennig-Kloska       | 13 de diciembre de 2023  | En el cargo           |         |         |        |
| Cultura y Patrimonio Nacional                         |            | Bartłomiej Sienkiewicz      | 13 de diciembre de 2023  | 13 de mayo de 2024    |         | PO      |        |
| Cultura y Patrimonio Nacional                         |            | Hanna Wróblewska            | 13 de mayo de 2024       | 24 de julio de 2025   |         | Ind     |        |
| Cultura y Patrimonio Nacional                         |            | Marta Cienkowska            | 24 de julio de 2025      | En el cargo           |         |         | [ 21 ] |
| Defensa Nacional                                      |            | Władysław Kosiniak-Kamysz   | 13 de diciembre de 2023  | En el cargo           |         |         |        |
| Deporte y Turismo                                     |            | Sławomir Nitras             | 13 de diciembre de 2023  | 24 de julio de 2025   |         | PO      |        |
| Deporte y Turismo                                     |            | Jakub Rutnicki              | 24 de julio de 2025      | En el cargo           |         | PO      | [ 22 ] |
| Desarrollo y Tecnología (Ministerio disuelto)         |            | Krzysztof Hetman            | 13 de diciembre de 2023  | 13 de mayo de 2024    |         |         |        |
| Desarrollo y Tecnología (Ministerio disuelto)         |            | Krzysztof Paszyk            | 13 de mayo de 2024       | 24 de julio de 2025   |         |         | [ 23 ] |
| Digitalización                                        |            | Krzysztof Gawkowski         | 13 de diciembre de 2023  | En el cargo           |         |         |        |
| Economía y Finanzas                                   |            | Andrzej Domański            | 13 de diciembre de 2023  | En el cargo           |         | PO      |        |
| Educación                                             |            | Barbara Nowacka             | 13 de diciembre de 2023  | En el cargo           |         | iPL     |        |
| Familia, Trabajo y Política Social                    |            | Agnieszka Dziemianowicz-Bąk | 13 de diciembre de 2023  | En el cargo           |         |         |        |
| Financiación y Política Regional                      |            | Katarzyna Pełczyńska-Nałęcz | 13 de diciembre de 2023  | En el cargo           |         |         |        |
| Igualdad (Ministerio disuelto)                        |            | Katarzyna Kotula            | 13 de diciembre de 2023  | 24 de julio de 2025   |         |         | [ 24 ] |
| Industria (Ministerio disuelto)                       |            | Marzena Czarnecka           | 13 de diciembre de 2023  | 24 de julio de 2025   |         | Ind     | [ 25 ] |
| Infraestructura                                       |            | Dariusz Klimczak            | 13 de diciembre de 2023  | En el cargo           |         |         |        |
| Interior y Administración                             |            | Marcin Kierwiński           | 13 de diciembre de 2023  | 13 de mayo de 2024    |         | PO      |        |
| Interior y Administración                             |            | Tomasz Siemoniak            | 13 de mayo de 2024       | 24 de julio de 2025   |         | PO      |        |
| Interior y Administración                             |            | Marcin Kierwiński           | 24 de julio de 2025      | En el cargo           |         | PO      | [ 26 ] |
| Justicia                                              |            | Adam Bodnar                 | 13 de diciembre de 2023  | 24 de julio de 2025   |         | Ind     |        |
| Justicia                                              |            | Waldemar Żurek              | 24 de julio de 2025      | En el cargo           |         | Ind     | [ 27 ] |
| Relaciones Exteriores                                 |            | Radosław Sikorski           | 13 de diciembre de 2023  | En el cargo           |         | PO      |        |
| Salud                                                 |            | Izabela Leszczyna           | 13 de diciembre de 2023  | 24 de julio de 2025   |         | PO      |        |
| Salud                                                 |            | Jolanta Sobierańska-Grenda  | 24 de julio de 2025      | En el cargo           |         | Ind     | [ 28 ] |
| Sociedad Civil (Ministerio disuelto)                  |            | Agnieszka Buczyńska         | 13 de diciembre de 2023  | 16 de octubre de 2024 |         |         |        |
| Sociedad Civil (Ministerio disuelto)                  |            | Adriana Porowska            | 16 de octubre de 2024    | 24 de julio de 2025   |         |         | [ 29 ] |
| Otros puestos en el Gabinete                          |            |                             |                          |                       |         |         |        |
| Jefe de la Cancillería del Primer Ministro            |            | Jan Grabiec                 | 13 de diciembre de 2023  | En el cargo           |         | PO      |        |
| Ministro-miembro del Consejo de Ministros             |            | Jan Grabiec                 | 13 de diciembre de 2023  | En el cargo           |         | PO      |        |
| Coordinador de los Servicios Secretos                 |            | Tomasz Siemoniak            | 13 de diciembre de 2023  | En el cargo           |         | PO      |        |
| Comité de Beneficio Público (Institución disuelta)    |            | Agnieszka Buczyńska         | 13 de diciembre de 2023  | 16 de octubre de 2024 |         |         |        |
| Comité de Beneficio Público (Institución disuelta)    |            | Adriana Porowska            | 16 de octubre de 2024    | 24 de julio de 2025   |         |         | [ 29 ] |
| Ministro-miembro del Consejo de Ministros             |            | Maciej Berek                | 13 de diciembre de 2023  | En el cargo           |         | Ind     |        |
| Ministro-miembro del Consejo de Ministros             |            | Marcin Kierwiński           | 26 de septiembre de 2024 | 24 de julio de 2025   |         | PO      |        |